# HMS Kent (1652)
Kentish — 40-пушечный корабль 4 ранга флота Английской республики, построенный в Дептфорде и спущенный на воду в 1652 году.
После Реставрации Стюартов в 1660 году переименован в HMS Kent.
Принял активное участие во Второй англо-голландской войне: был при Лоустофте и Дне Святого Джеймса.
В 1672 году потерпел крушение вблизи Кромера.